# Армянско-русская практическая транскрипция
Армянско-русская практическая транскрипция описывает правила русской передачи армянских имён собственных, для которых не существует исторически сложившейся (традиционной) передачи. Практическая транскрипция приведена в двух вариантах:
- по инструкции Кузьминой (1974), описывающей передачу географических названий Армянской ССР, но не имён и фамилий людей,
- и по книге Вартапетяна (1961), предназначенной для передачи в том числе имён и фамилий людей, но критикующейся[1] за излишнее стремление к передаче произношения, а не написания, что не соответствует традициям и практике транскрипции.

Оба источника передают названия с восточноармянского языка, при этом в западноармянском языке произношение отличается, см. Армянский алфавит#Алфавит. Например, фамилия Պողոսյան по инструкции для географических названий передавалась бы как Похосян, но обычно передаётся как Погосян с восточноармянского и как Богосян с западноармянского.

## Таблица правил транскрипции
Колонка «Транскрипция» приводит практическую транскрипцию с восточноармянского языка. Пометкой «искл.:» обозначены варианты транскрипции, встречающиеся при передаче некоторых названий по традиции.
| Буква | Транскрипция | Транскрипция   | Примечания                                                             | Примеры                                                                               |
| Буква | Кузьмина     | Вартапетян     | Примечания                                                             | Примеры                                                                               |
| ----- | ------------ | -------------- | ---------------------------------------------------------------------- | ------------------------------------------------------------------------------------- |
| Ա ա   | а            | а              |                                                                        | Արաքս → Аракс                                                                         |
| Բ բ   | б            | п              | после ր (р), если произносится փ (п)                                   | Սուրպուի → Српуи                                                                      |
| Բ բ   | б            | п              | на конце после гласных                                                 | Մեսրոպ → Месроп                                                                       |
| Բ բ   | б            | б              | в других позициях, кроме сочетания ղբ                                  | Բաբլոյան → Баблоян                                                                    |
| Գ գ   | г            | к              | после ր (р), если произносится ք (к)                                   | Սարգիս → Саркис                                                                       |
| Գ գ   | г            | к              | на конце после гласных или ր (р)                                       | Գևորգ → Геворк                                                                        |
| Գ գ   | г            | г              | в других позициях, кроме сочетания ղգ                                  | Գրիգորյան → Григорян                                                                  |
| Դ դ   | д            | т              | после ր (р), если произносится թ (т)                                   | Վարդանյան → Варданян/Вартанян                                                         |
| Դ դ   | д            | т              | на конце, если произносится թ (т), и в сложных названиях в конце части |                                                                                       |
| Դ դ   | д            | д              | в других позициях                                                      | Դավիդյան → Давидян                                                                    |
| Ե ե   | е            | э              | после հ (х), выпадающего при транскрипции                              | Վահե → Ваэ                                                                            |
| Ե ե   | е            | э              | иногда на конце                                                        | Կարինե → Карине/Каринэ                                                                |
| Ե ե   | е            | е              | в других позициях                                                      | Երևան → Ереван Պետրոսյան → Петросян                                                   |
| Զ զ   | з            | з              |                                                                        | Զախարյան → Захарян Ազնավուր(յան) → Азнавур(ян)                                        |
| Է է   | э            | э              |                                                                        | Էլբակյան → Элбакян                                                                    |
| Ը ը   | ы            | [ ~ 1 ]        |                                                                        |                                                                                       |
| Թ թ   | т            | т              | иногда д                                                               | Թումանյան → Туманян Աթայան → Атаян                                                    |
| Ժ ժ   | ж            | ж              |                                                                        | Ժիրայր → Жирайр Աժդահակ → Аждаак                                                      |
| Ի ի   | и            | и              |                                                                        | Իջևան → Иджеван Սիսիան → Сисиан но: Հովհաննիսյան → Оганесян/Ованесян/Ованнисян        |
| Լ լ   | л            | л              |                                                                        | Լալայան → Лалаян                                                                      |
| Խ խ   | х            | х              |                                                                        | Խաչատուրյան → Хачатурян Զախարյան → Захарян                                            |
| Ծ ծ   | ц            | ц              |                                                                        | Ծաղկաձոր → Цахкадзор Արագած → Арагац                                                  |
| Կ կ   | к            | к              |                                                                        | Կարապետյան → Карапетян Շիրակ → Ширак                                                  |
| Հ հ   | - (искл.: х) | -              | в начале перед гласными и յ (й)                                        | Հայաստան → Айастан но: Հին → Хин но: Հայկ → Гайк                                      |
| Հ հ   | - (искл.: х) | г (искл.: -/х) | в начале перед согласными кроме յ (й)                                  | Հրազդան → Раздан Հրանտ → Грант Հովհաննես → Ован(н)ес                                  |
| Հ հ   | х (искл.: -) | -              | в середине между гласными иногда г                                     | но: Վահագնի → Ваагни Շահինյան → Шагинян/Шахинян/Шаинян                                |
| Հ հ   | х            | х              | на конце слова или его части после гласных                             | Սեպուհ → Сепух Շահնազարյան → Шахназарян                                               |
| Հ հ   | х            | г              | в других позициях                                                      | Ահնիձոր → Ахнидзор Մեհրաբյան → Меграбян Դումանյան → Ваграм                            |
| Ձ ձ   | дз           | ц              | после ր (р), если произносится ց (ц)                                   | Համբարձումյան → Амбарцумян                                                            |
| Ձ ձ   | дз           | дз             | в других позициях, кроме сочетания ղձ                                  | Վայոց Ձոր → Вайоц Дзор Վանաձոր → Ванадзор                                             |
| Ղ ղ   | к (искл.: г) | г/к            | в начале выбор между г и к колеблется                                  | Ղազարյան → Казарян/Газарян но: Ղուկասավան → Гукасаван                                 |
| Ղ ղ   | х (искл.: г) | г/х            | в других позициях выбор между г и х — по сложному правилу              | Ծաղկաձոր → Цахкадзор но: Աղին → Агин Պողոսյան → Погосян                               |
| ղբ    | хб           | хп             |                                                                        | Բազմաղբյուր → Базмахпюр                                                               |
| ղգ    | хг           | хк             |                                                                        | Շաղգամյան → Шахкамян                                                                  |
| ղձ    | хдз          | хц             |                                                                        | Դեղձանիկ → Дехцаник                                                                   |
| ղջ    | хдж          | хч             |                                                                        | Ողջաբերդ → Вохчаберд                                                                  |
| Ճ ճ   | ч            | ч              |                                                                        | Ճոճկան → Чочкан                                                                       |
| Մ մ   | м            | м              |                                                                        | Մկրտչյան → Мкртчян մատնաքաշ → матнакаш                                                |
| Յ յ   | й            | й              | также входит в состав сочетаний, см. ниже                              | Հայաստան → Айастан                                                                    |
| յա    | я            | я              | в фамилиях -յան может передаваться как -ьян, особенно после шипящих    | Գյամրեզ → Гямрез Գրիգորյան → Григорян но: Քարտաշյան → Кардашьян                       |
| յէ    | е            | е              |                                                                        | Նոյեմբերյան → Ноемберян                                                               |
| յի    | и            | и              |                                                                        | Հարավային → Араваин                                                                   |
| յո    | ё            | ё              |                                                                        | Գյոլլի → Гёлли                                                                        |
| յու   | ю            | ю              |                                                                        | Գյումրի → Гюмри                                                                       |
| Ն ն   | н            | н              |                                                                        | Նազարյան → Назарян                                                                    |
| Շ շ   | ш            | ш              |                                                                        | Շիրակ → Ширак Աշոտ → Ашот                                                             |
| Ո ո   | во           | во             | в начале                                                               | Ոսկեպար → Воскепар                                                                    |
| Ո ո   | о            | о              | в других позициях                                                      | Աշոտ → Ашот                                                                           |
| Չ չ   | ч            | ч              |                                                                        | Չինչին → Чинчин                                                                       |
| Պ պ   | п            | п              |                                                                        | Պետրոսյան → Петросян Սպիտակ → Спитак                                                  |
| Ջ ջ   | дж           | ч              | на конце слова или его части после гласных                             | Սարամեջ → Сарамеч Առաջաձոր → Арачадзор но: Էջմիածին → Эчмиадзин                       |
| Ջ ջ   | дж           | ч              | после ր (р), если произносится չ (ч)                                   | Արջուտ → Арчут                                                                        |
| Ջ ջ   | дж           | дж             | в других позициях, кроме сочетания ղջ                                  | Ջերմուկ → Джермук Իջևան → Иджеван                                                     |
| Ռ ռ   | р            | р              |                                                                        | Լոռի → Лори                                                                           |
| Ս ս   | с            | с              |                                                                        | Սարգսյան → Саркисян                                                                   |
| Վ վ   | в            | в              |                                                                        | Վարդանյան → Варданян Արմավիր → Армавир но: Հովհաննիսյան → Оганесян/Ованесян/Ованнисян |
| Տ տ   | т            | т              |                                                                        | Տեր-Գրիգորյան → Тер-Григорян Արարատ → Арарат                                          |
| Ր ր   | р            | р              |                                                                        | Արարատ → Арарат                                                                       |
| Ց ց   | ц            | ц              |                                                                        | Ցամաքասար → Цамакасар Պետրոսյանց → Петросянц                                          |
| Ւ ւ   | нет          | нет            | в восточноармянском используется только в сочетании ու, см. ниже       |                                                                                       |
| ու    | у            | у              |                                                                        | Ջերմուկ → Джермук                                                                     |
| Փ փ   | п            | п              | иногда б                                                               | Փափազյան → Папазян                                                                    |
| Ք ք   | к            | к              | иногда г                                                               | Քեոսայան → Кеосаян Սյունիք → Сюник                                                    |
| և     | ев           | ев             |                                                                        | Երևան → Ереван                                                                        |
| Օ օ   | о            | о              |                                                                        | Օհանյան → Оганян                                                                      |
| Ֆ ֆ   | ф            | ф              |                                                                        |                                                                                       |

## Особенности передачи географических названий
Географические термины, указывающие на разновидность объекта, транскрибируются, если являются неотъемлемой частью названия (например, входят в него через дефис), но переводятся в противном случае: Թեժլեռ, букв. Тежлер, гора Теж, передаётся как Тежлер, но Արաքս գետ, букв. Аракс гет, река Аракс, передаётся как Аракс.
Если собственное название оформлено окончанием родительного падежа -ի (-и), то географический термин переводится, а название передаётся прилагательным или родительным падежом: Սևանի լեռնաշղթա, букв. Севани лернашхта, хребет Севана, передаётся как Севанский хребет, а Մանթաշի հովիտ, букв. Манташи ховит, долина Манташа, передаётся как долина Манташа.
Названия, включающиеся в себя географические термины, передаются слитно: Վարդաշեն, букв. Вардашен, село Вард/село Роза, передаётся как Вардашен. Названия, включающие в себя прилагательные-определения, передаются через дефис и с заглавными буквами в начале обеих частей: Նոր Հաճն, букв. Нор Ачин, новый Ачин, передаётся как Нор-Ачин. Названия, включающие в себя прилагательное-определение и географический термин, передаются слитно: Նորաշեն, букв. Норашен, новое село, передаётся как Норашен.

## Особенности передачи фамилий
При образовании фамилии от имени может выпадать гласный: от Մկրտիչ Мкртич происходит Մկրտչյան Мкртчян или Մկրտիչյան Мкртичян, от Խաչատուր Хачатур — Խաչատրյան Хачатрян или Խաչատուրյան Хачатурян. В русской передаче выпавший гласный может восстанавливаться: например, Արամ Խաչատրյան, буквально Арам Хачатрян, передаётся как Арам Хачатурян, в то время как Սերգեյ Խաչատրյան, буквально Сергей Хачатрян, передаётся как Сергей Хачатрян.
При передаче фамилий могут наблюдаться отклонения от фонематического принципа в сторону большей фонетизации: например, для фамилии Վարդանյան практическая транскрипция — Варданян, но фамилия произосится как [vartʰanyan] и потому может передаваться как Вартанян. Диалектные отличия между восточноармянским и западноармянским языками могут передаваться полностью, частично или не передаваться: например, фамилия Պողոսյան обычно передаётся как Погосян с восточноармянского и как Богосян — с западноармянского.

## Комментарии
1. ↑  Транскрипция этой буквы в этом источнике отсутствует.
2. ↑  Вартапетян предлагает писать между гласными г; если в одном из слогов, стоящих рядом, имеется ղ (г) — х; перед и после звонких согласных — г; перед и после глухих согласных — х; на конце слова или его части — х.
3. 1 2 3 4  Транскрипция этого сочетания в этом источнике явным образом не указана, только транскрипции составляющих его букв; выведено из них для соответствия второму источнику.